# ドン (尊称)
ドン（スペイン語：Don [d̪on]、ポルトガル語：Dom [dõ]）は、スペイン語圏とポルトガル語圏で使われる貴人・高位聖職者に対する尊称である。スペインでは公文書や式典等のあらたまった場所などでは、一般の人に対しても使われる。ドンは男性に使い、女性へはスペイン語ではドーニャ (Doña ['d̪o.ɲa])、ポルトガル語ではドナ (Dona ['do.nɐ]) となる。
ラテン語の君主への敬称であるドミヌス (dominus) に由来する。

## 用法
略記はドンはD.、ドーニャ/ドナはDªまたはD.。
ドン/ドニャ/ドナは個人名の前に付ける。姓につけるのは誤りである。スペイン語とポルトガル語の敬称セニョール/セニョーラ (スペイン語：Señor/Señora、ポルトガル語：Senhor/Senhora、略記はSr.) は、通常は姓に付くが、「ドン/ドーニャ/ドナ + 個人名」の前に付けることもできる。現在は特に中南米で個人名にもドン/ドニャではなくセニョール/セニョーラを付ける傾向がある。ただし、ブラジルで既婚女性に対しては個人名につける場合「ドナ」が一般的。
スペインではドンは爵位のあった人や、その人々に管理人として仕え、なおかつ家柄の良いとされる人につけられる。また、専門教育を受けた人望のある医師や教師もドンをつけて呼ばれる。急激に資産を増やしただけの人物や、新任の教師がドンと呼ばれることはない。

## 他言語での使用
イタリア語でも、ドン (Don) を高位聖職者に対し使う。ベネディクト会などではドン・ペリニヨンの様にドム (Dom) を使う。
南イタリアではシニョーレ(Signore)ではなくドン(Don)を女性にはシニョーラ(Signora)ではなくドンナ(Donna)を名前の前に置き敬称とする場合もある。
イギリスのオクスフォード大学やケンブリッジ大学では、ドン (Don) を教職員に使うことがある。アメリカ英語では、ドン (Don) をマフィアなど犯罪組織のボスに対し使うことがある。この用法は、スペイン文化の影響が強い南イタリアの影響と考えられる。
日本語でも、「球界のドン」川上哲治とか「政界のドン」金丸信または「税調のドン」山中貞則あるいは「芸能界のドン」周防郁雄、ファッションデザイナーのドン小西など、ボス然とした親分肌の実力者のことをドンと呼ぶことがある。この発端となったのは、1977年から78年にかけて作られた日本のヤクザ映画「日本の首領（ドン）」で、これを「ドン」と読ませたのは原作者の飯干晃一のアイディアだという。

## ドンの称号を冠して呼ばれる主な人物

### スペイン語
- ドン・アルバロ - 20世紀のカトリック教会の司教・福者、聖ホセマリア初後継者
- ドン・アンドレス - アンドレス・イニエスタ（サッカー選手、元スペイン代表主将）
- ドン・キホーテ - セルバンテスの同名小説の主人公。
- ドン・ハビエル - カトリック教会の司教、オプス・デイ属人区長
- ドン・カルロス - アストゥリアス公（スペイン王フェリペ2世の王太子）
- ドン・フアン・デ・アウストリア - スペイン王カルロス1世の庶子
- ドン・ファン - 17世紀スペインの伝説上の人物

### ポルトガル語
- ドン・ペドロ1世 - ブラジル皇帝
- ドン・ペドロ2世 - ブラジル皇帝

### その他
- ドン・ガバチョ - 人形劇『ひょっこりひょうたん島』の登場人物。
- ドン・コルレオーネ - 映画『ゴッドファーザー』の登場人物。
- ドン・シューゲル（骸骨） - 文月今日子の漫画『クレドーリア621年』の登場人物。本名リチャード・タオ。
- ドン・ジョヴァンニ - ドン・ファンのイタリア語名。モーツァルトの同名オペラの主人公。
- ドン・ドラキュラ - 手塚治虫の同名漫画の主人公。
- ドン・ボスコ - イタリアの司祭・聖人。
- 支倉常長 - 洗礼名はドン・フィリッポ・フランシスコ。
- ドン小西 - 日本の男性ファッションデザイナー。